# اولفيير بيف
اولفيير بيف (3 أغسطس 1992 بادن سويسرا - ) هو لاعب كرة قدم سويسري، شارك في الألعاب الأولمبية الصيفية 2012.

## روابط خارجية
- اولفيير بيف على موقع الاتحاد الدولي (مؤرشف)  (الإنجليزية)
- اولفيير بيف على موقع الاتحاد الأوربي (الإنجليزية)
- اولفيير بيف على موقع قاعدة بيانات كرة القدم.إي يو (الإنجليزية)
- اولفيير بيف على موقع Soccerway.com (الإنجليزية)
- اولفيير بيف على موقع عالم كرة القدم.نت (الإنجليزية)
- اولفيير بيف على موقع أوليمبيديا (الإنجليزية)
- اولفيير بيف على موقع AS.com (الإسبانية)